# Sabelo Ndzinisa
Sabelo Ndzinisa (sinh ngày 31 tháng 7 năm 1991) là một cầu thủ bóng đá người Swaziland, thi đấu cho Mbabane Swallows F.C..

## Sự nghiệp quốc tế

### Bàn thắng quốc tế
Tỉ số và kết quả liệt kê bàn thắng của Swaziland trước.
| #  | Ngày                | Địa điểm                                                            | Đối thủ    | Tỉ số | Kết quả | Giải đấu                                     |
| -- | ------------------- | ------------------------------------------------------------------- | ---------- | ----- | ------- | -------------------------------------------- |
| 1. | 22 tháng 5 năm 2015 | Sân vận động Hoàng gia Bafokeng, Phokeng, Nam Phi                   | Madagascar | 1–1   | 1–1     | Cúp COSAFA 2015                              |
| 2. | 21 tháng 6 năm 2015 | Sân vận động Quốc gia Somhlolo, Lobamba, Swaziland                  | Angola     | 2–2   | 2–2     | Vòng loại Giải vô địch bóng đá châu Phi 2016 |
| 3. | 6 tháng 9 năm 2015  | Sân vận động Quốc gia Somhlolo, Lobamba, Swaziland                  | Malawi     | 2–2   | 2–2     | Vòng loại Cúp bóng đá châu Phi 2017          |
| 4. | 9 tháng 10 năm 2015 | Sân vận động El Hadj Hassan Gouled Aptidon, Djibouti City, Djibouti | Djibouti   | 2–0   | 6–0     | Vòng loại giải vô địch bóng đá thế giới 2018 |
| 5. | 5 tháng 6 năm 2016  | Sân vận động Quốc gia Somhlolo, Lobamba, Swaziland                  | Guinée     | 1–0   | 1–0     | Vòng loại Cúp bóng đá châu Phi 2017          |
| 6. | 25 tháng 6 năm 2016 | Sân vận động Sam Nujoma, Windhoek, Namibia                          | CHDC Congo | 1–0   | 1–0     | Cúp COSAFA 2016                              |
| 7. | 27 tháng 5 năm 2019 | Sân vận động King Zwelithini, Umlazi, Nam Phi                       | Comoros    | 1–0   | 2–2     | COSAFA Cup 2019                              |

## Danh hiệu
Mbabane Swallows
Vô địch
- Giải bóng đá ngoại hạng Swaziland: 2012–13
- Cúp bóng đá Swaziland: 2013

Á quân
- Giải bóng đá ngoại hạng Swaziland (2): 2013–14, 2014–15